# Temps compartit (pel·lícula)
Temps compartit (títol original en francès, Hors du temps) és una pel·lícula dramàtica francesa del 2024 dirigida per Olivier Assayas. La pel·lícula va ser seleccionada per competir al 74è Festival Internacional de Cinema de Berlín celebrat del 15 al 25 de febrer de 2024, on va competir per l'Os d'Or. També es va seleccionar per al Festival de Cinema de Bombai de 2024, on es va projectar juntament amb It's Not Me de Leos Carax. S'ha doblat i subtitulat al català.

## Repartiment
- Vincent Macaigne
- Micha Lescot
- Nora Hamzawi
- Nine d'Urso
- Maud Wyler
- Dominique Reymond
- Magdalena Lafont